# Włodzimierz Stefan Zarzycki
Włodzimierz Stefan Zarzycki (ur. 10 lutego 1906, zm. 1994) – polski polityk przedwojenny, poseł na Sejm II RP w latach 1938-1939 (V kadencja). Był ojcem Wojciecha Zarzyckiego, wieloletniego posła III RP z listy PSL.